# Gilpinia virens
Gilpinia virens är en stekelart som först beskrevs av Johann Christoph Friedrich Klug 1812.  Gilpinia virens ingår i släktet Gilpinia, och familjen barrsteklar. Arten är reproducerande i Sverige.